# Emmanuel Gabellieri
Emmanuel Gabellieri, né le 27 décembre 1957 à Nice, est un philosophe français. Agrégé de philosophie (1987), Docteur "ès lettres" option philosophie (1987) il a été professeur de philosophie HDR à l'université catholique de Lyon de 1992 à 2024, où il a été doyen de la Faculté de philosophie et sciences humaines de 2005 à 2014, puis Vice-recteur chargé de la recherche tout en étant directeur du CRESO (Centre de Recherches en Entrepreneuriat Social) de 2016 à 2020, et vice-recteur chargé de mission de 2020 à 2021. Il est aujourd'hui Pr. émérite de l'Université catholique de Lyon. 

## Travaux
Il a consacré une grande partie de ses travaux et publications à la pensée de Simone Weil, mais aussi à celle de Maurice Blondel et d'autres auteurs contemporains (Hans Urs von Balthasar, Hannah Arendt, Edith Stein, Karol Wojtyla, Gabriel Marcel, Michel Henry, Jean-Luc Marion...) . Dans le prolongement du "spiritualisme français", ses recherches visent particulièrement à articuler phénoménologie et métaphysique et à approfondir le lien entre philosophie et christianisme, en faisant la proposition d'une "metaxologie" (notion platonicienne des μεταξύ / metaxu : ce qui est "intermédiaire", "milieu", principe d'unité entre des contraires ou des polarités, "médiation" entre des extrêmes... ) et d'une philosophie du don visant à répondre à la crise de la métaphysique et au relativisme contemporain.

## Publications
- Simone Weil Ellipses, coll. « philo-philosophes », Paris, 2001 (rééd. 2019)
- Être et don :  Simone Weil et la philosophie, coll. « Bibliothèque philosophique de Louvain », n° 57, Peeters, Louvain-Paris (diffusion Vrin), 581 p. (2003)
- Nature et création entre science et théologie (dir. J. M. Exbrayat/E. Gabellieri) Vrin-IIEE, Paris-Lyon (2006)
- Blondel et la philosophie française. 1880-1950 (dir. E. Gabellieri/P. de Cointet) Parole et Silence(2007)
- Simone Weil. Action et contemplation  (en collab.  avec M. C. Bingemer), L’Harmattan, 2008
- Humanisme et Philosophie citoyenne. Joseph Vialatoux et Jean Lacroix (E. Gabellieri et P. Moreau dir.), DDB-Lethielleux, 2010
- Humanisme et travail chez François Perroux (dir. E. Gabellieri, en collab. avec E. d'Hombres, H. Savall) Paris, Ed. Economica, 2011
- Gaston Berger. Humanisme et philosophie de l’action (dir. E. d'Hombres, Ph. Durance, E. Gabellieri, coll. « Prospective », L’Harmattan, 2012
- Simone Weil, Cahier de L’Herne, (dir. E. Gabellieri / Fr. L'Yvonnet), Ed. de l’Herne, 2014
- Penser le travail avec Simone Weil, coll. « Penser avec », Nouvelle Cité, 2017 (rééd. 2019)
- Le phénomène et l'entre-deux. Essai pour une metaxologie, Hermann, coll. « De visu », 2019
- Partenariats et Innovation sociale. Vers une co-construction du bien commun (M.Bui-Leturcq / E.Gabellieri, dir.), La Chronique sociale, Lyon, 2020
- Il Senso del Lavoro tra Impresa e Arte, E.Gabellieri / S.Meattini, Franco Angeli, Milano, 2020
- Etre et Grâce. S.Weil et le christianisme, Cerf, Coll. “Philosophie et théologie” , 2023

### Études récentes (sélection)
- Préface à Simone Weil (dir. Chantal Delsol), coll. « Les Cahiers d'histoire de la philosophie », Cerf, 2009, p. 9-19
- "Simone Weil, la source grecque et le christianisme" (rééd.) dans Simone Weil. Sagesse et grâce violente (dir. Fl. de Lussy), Bayard, 2009, p. 165-82
- "Enraizamento e Encarnaçao : dimensoes do dialogo intercultural e inter-religioso em Simone Weil", dans Simone Weil e o encotro entre as culturas (dir. M. C. Bingemer), PUC-Rio/ Ed. Paulinas, Sao Paulo, 2009, p. 107-126
- « Phénoménologie et métaphysique : de Husserl, E. Stein et Blondel à K. Wojtyla », in Le personnalisme de Jean-Paul II, sources et enjeux Recherches Philosophiques, Institut catholique de Toulouse, 2009, p. 59-74
- « Le donné et le mystère : notes sur phénoménologie, métaphysique et révélation chez S. Weil », Archives de philosophie, 4/2009, p. 627-644
- « Simone Weil, Platon et l’Europe (S. Weil et Patocka) », dans Simone Weil-filozofia, misztika, esztetica, dir. Gutbrod G., Sepsi E. Gondolat Kiado-Institut Français, Budapest, 2011, p. 35-56
- « Simone Weil, philosophie de la médiation et théologie de la croix », dans Philosophie et théologie à l’époque contemporaine, Anthologie, tome IV (dir. Ph. Capelle), Paris, Cerf, 2011, p. 207-18
- « Être et don » dans La grâce de penser : hommage à Paul Gilbert (dir. E. Falque), Bruxelles, Lessius, 2011, p. 61-78
- « L’enracinement,l’universel et le Dieu caché : Simone Weil et Gustave Thibon », in Dossier H, Gustave Thibon, L’Age d’homme, 2012, p. 556-563
- « La misericordia come nome divino. Dalla rivelazione alla filosofia e dalla filosofia alla rivelazione », dans Misericordia, un infinito stupore, (a cura di Donatella Pagliacci), Ancora, Milano, 2012, p. 47-64
- « Dall’Inno ai Filippesi al Cantico di Frate Sole : Simone Weil tra Paolo et Francesco », dans Per un nuovo umanesimo. Francesco d’Assisi e Simone Weil, Citta Nuova, Roma, 2012, p. 81-94
- « Engendrement et nouvelle naissance chez S. Weil et M. Henry », dans M. Henry, La vie et les vivants, dir. J. Leclercq, Presses universitaires de Louvain,  2013, p. 89-102
- « Action et contemplation : les exigences philosophiques du phénomène de l’action », in L’Action, Penser la vie, Agir la pensée, Actes du XXXIIIe Congrès de l'ASPLF, Paris/Venise, Vrin, 2013, p. 707-718
- « Intersubjectivité et infini : convergences et contrastes entre Gabriel Marcel et Emmanuel Levinas », « Gabriel Marcel et la phénoménologie », in Présence de Gabriel Marcel n° 21, décembre 2013, p. 125-146
- « Matière et histoire, des médiations nécessaires pour l’esprit », in Teilhard aujourd’hui, n° 49, mars 2014, colloque de Lyon, Hors-série n° 2, p. 105-116
- « Immanence, transcendance et médiation : de la metaxologie », in La Vérité dans ses éclats : foi et raison, (dir. B. Lagrut, E. Vetö), Ad Solem, 2014, p. 325-356
- « ‘Don des philosophes’, don des sociologues et don de soi », Culture du don (N.Geneste et M.C.Monnoyer dir.), Lethielleux/Presses Universitaires Institut Catholique de Toulouse, Paris, Artège, 2014, p.137-60
- « Paradoxe, univocité, analogie », Philosophie de Jean-Luc Marion. Phénoménologie, théologie, métaphysique, Hermann, coll. « Rue de la Sorbonne », Paris, 2015, p.30-48
- « Pesanteur, Grâce et Incarnation. De S.Weil à Giotto et retour » Gregorianum, revue de l’Université pontificale grégorienne, Roma 2015, 96/3, p. 595-614
- « Solidarisme, laïcité et christianisme : de Léon Bourgeois et Célestin Bouglé à Simone Weil », Du solidarisme à l’économie solidaire (E. d’Hombres dir.), La Chronique Sociale, Lyon, 2015, p.48-69
- Préface à F.Revol, La nouveauté dans l’histoire de la nature. Herméneutique philosophique de la créativité naturelle, Ed. Vrin, 2015
- « Philosophie et Christianisme, de M.Blondel à S.Weil », dans Philosophie et inspiration chrétienne (dir. Ph.Capelle-Dumont), Parole et Silence, 2015, p.135-51
- « Kénose, compassion et miséricorde chez Simone Weil », Revue catholique internationale Communio n°242, nov.déc.2015, p.109-119
- « Du personnalisme à la « philosophie du nouveau développement ». J. Lacroix et F. Perroux, B.Angleraud, V.Aubourg, O.Chatelan (dir.) 50 ans de catholicisme à Lyon, 1965-2015, De Vatican II à nos jours, Karthala, 2016, p.49-63
- « Dieu caché, Dieu révélé. La Création comme retrait et comme manifestation », Controverses sur la création : Science, Philosophie, Théologie, Vrin-IIEE, Paris-Lyon, 2016, p. 261-83
- « Verbum et Donum. Principes d'ontologie trinitaire, de Bonaventure à Blondel et Simone Weil » . Doctor Seraphicus n°64, Bagnoregio, 2016, pp.9-22
- « Entre vérité du monde et vérité de Dieu, l’homme ‘tout court’ ? », dans Emmanuel Falque, Une analytique du passage, Editions franciscaines, 2016, p.191-218
- « Le pythagorisme comme métaphysique à venir ? La question du vinculum chez le dernier Blondel », dans Maurice Blondel et la métaphysique, Parole et Silence, Paris, 2016, pp. 91-109
- « Entre Logos et Tao, forme et sans-forme. L’esthétique de S.Weil et la pensée chinoise », Mises en scène de l’invisible. Esthétique et Herméneutique, Frontières de l’image et du sens Chine-France I (dir. S.Kalla Karim)Coll. « Eidos », L’Harmattan, 2016, p.75-91
- Proudhon et le catholicisme social. Un jeu d’influences méconnues (1 : H. de Lubac, J.Vialatoux, J.Lacroix), Théophilyon, 2017/XXII-1, p.31-49
- "Il desiderio creatore, da Bergson a S.Weil", dans I desideri, L’Uomo, (R.Rezzesi, T.Sensi ed.), Citta Nuova, Roma, 2017, p.17-32"
- « Philosophie et mystique chez Simone Weil : une double difficulté de réception », dans L’Université face à la mystique. Un siècle de controverses ?, M.Mazocco, F.Tremolières, G.Watelot dir.), Presses Universitaires de Rennes, 2018, pp.51-66
- « Expressio et reductio. La médiation bonaventurienne », Deus summe congnoscibilis. The Current Theological Relevance of Saint Bonaventure, Leuven-Paris-Bristol, 2018, (A.Begasse de Dhaem et alii, dir.) p.39-47
- « Joseph Wrezinski et Simone Weil » : anthropologie relationnelle et philosophie de l’action », dans Ce que la misère nous donne à repenser, avec Joseph Wrezinski. Colloque de Cerisy, Paris, Hermann, coll. « Société », 2018, p. 267-76
- « Barbarie technocratique et quête d’une ‘civilisation du travail’. Suggestions à partir de S.Weil et quelques autres », Le management entre civilisation et barbarie (dir. B.Rappin / SPSG), L’Harmattan, Paris, 2019, p.321-342
- « Simone Weil, de l'élargissement de la métaphysique à l'élargissement du christianisme », in R.Chenavier et T. Pavel (dir.), Simone Weil, réception et transposition, Classiques Garnier, Paris, 2019 , p. 243-257
- « Vie, Monde et Trinité chez Michel Henry », dans A.Massie (dir.) 150 ans de Théologie dans l’Eglise. Jubilé de la NRT, 1869-2019, NRT-Fremur Editions, Châteauneuf sur Charente, 2020, p. 225-41
- « Kenosis és teremtés. Simone Weiltol a metafizika kiterjesztéséig », Megujito Ujdonsag. Tanulmanyok VETO Miklos Gondolkodasarol, Szent Istvan Tarulat, Budapest, 2020, p. 141-55 (trad Adam Aniko)
- “Entre phénoménologie et théologie. Pour une « metaxologie »,” God in French Phenomenology, Revista Portuguesa de Filosofia 76, no. 2–3 (2020), p. 1009–52
- « Mediazone e Entre-deux oltre il dualismo metafisico, Dialogando con Emmanuel Gabellieri sull’idea di metaxologi » (a cura di S.Meattini), Entre. La relazione oltre il dualismo metafisico, (a cura di M.Marianelli), Citta Nuova / Instituto Sophia, Roma 2020, p.165-96
- « Marie et la métaphysique de l’obéissance chez S.Weil », dans Marie dans la pensée et l’œuvre de figures spirituelle du XXes. (E.Richer dir.), Actes de la SFEM,  F.Paillart éd., Abbeville, 2020, p.159-77
- « Sapienza antica e sapienza cristiana, da Ozanam a Gilson e Balthasar, lettori di Dante », dans E Cosi face a questo Amore Amare. Dante e la filosofia del ‘900 (a cura di M.Marianelli), coll. « semi/Athena », piedimosca edizioni, Citta del Castello, 2020, p.57-73
- « Préface » à Etica e Metafisica. Vie del pensiero francese contemporaneo, S.Meattini, coll. « semi/Athena », piedimosca edizioni, Citta del Castello, 2020, p. 7-9
- « Taoïsme et peinture chinoise chez Simone Weil et François Cheng », Epistémologie du dessin. Concepts, lectures et interprétations (XIX-XXI e siècles, Agnès Callu ( INHA) dir. Jacques André Editeur coll. « Atomos », Lyon, 2020, p.163-71
- « Judaïsme et christianisme chez Simone Weil », P.Capelle-Dumont et D.Cohen-Lévinas (dir.), Judaïsme et christianisme dans la philosophie contemporaine, Paris, Cerf, 2021, p.313-22
- « De Simone Weil à Etty Hillesum. Les ‘Armes de l’esprit ‘ », Transversalités, 2021/1, p.57-67
- « L’idée de métaxologie », Transversalités, avril-juin 2021, p.135-52
- « Une éducation liant la tête, le cœur et les mains. A la lumière de Veritatis Gaudium », La Recherche Action à l’Université (dir. S.Allouche, D. d’Audiffret, A.Guggenheim, M.Raquet), Editions Le Manuscrit, Paris, 2021, p.49-63
- « La double ‘profession de foi’ de Londres. De S. Weil à J.J. Rousseau et retour », Cahiers Simone Weil, XLIV n°4, décembre 2021, p.435-464
- « Fraternité humaine, Fraternité cosmique. De François d’Assise et Dante à Simone Weil », C.Bouvier-Muh, R.Rezzesi dir., La Fraternité entre mythe et espérance, L’Harmattan, 2022, p. 115-28.
- « Phénomène de l’action et métaphysique du don. Les multiples fécondités de M.Blondel », Maurice Blondel. La sainteté de la raison  (dir. MJ.Coutagne), Paris, Hermann, 2022, p. 129-152
- « Religion naturelle, Mythologie et Révélation chez S.Weil », Sintesi, Revista di Filosofia, Belo Horizonte, V.49, janv-avril 2022 p.129-41
- Préface à M.Martino, Sul metaxu in Platone. Un itinerario, Ed. Guerini Scientifica, Milano, 2022, p.13-14
- « L’Apologétique philosophique. Méthode d'immanence et christianisme selon M.Blondel », Nul n’est heureux comme un vrai chrétien. La défense du christianisme dans le catholicisme français de l’âge apologétique (XVII-XXI ème s.) S. de Franceschi et S.Milbach dir., Editions L’Arbre bleu, coll. « Religions et sociétés », 2022, p.139-57
- "Simone Weil on the Implicit Love of God", The Japan Mission Journal, Winter 2022, Volume 76, Number 4, p.255-66
- « Excés, dépense et don chez Bataille et S.Weil. Deux versions de l’anti-utilitarisme », Un regard critique sur la gestion avec l’œil de Georges Bataille, François de March et Jean-Paul Dumont dir., Caen, éditions ems Management & Société, 2023, p.99-110
- « Entre aliénation et alliance entre les hommes : le travail, ‘philosophie première’ ? », Entre Agir et pâtir : formes et sens du travail aujourd’hui, Confluence n°3, avril 2023, p.63-76
- « Le lien entre phénoménologie, métaphysique et praxis, condition d’une réarticulation entre philosophie et théologie », Studia Patavina, Rivista della Facolta Teologica del Triveneto, LXX/1/2023, p.29-44
- « Action, transcendance, incarnation. Pour une lecture unifiée de la pensée politique de S. Weil »,  Labyrinth, vol.25 n°1 Wien, automne 2023, p.34-55
- « The Needs of the Soul as a Basis for a New Civilisation ? », A Declaration of Duties Toward Humankind – S.Weil’s The Need For Roots, E.O.Springsted/R.Collins, Carolina Academic Press, Durham, 2024, p. 51-74
- « Entre métaphysique et phénoménologie : la métaxologie chez Simone Weil, Maurice Blondel et William Desmond », Irish Theological Quaterly, Vol.89, n°3, août 2024, N° spécial « L’avenir de la théologie systématique », p. 245-258